# Marco Venanzi
Marco Venanzi, né le 14 décembre 1963 à Rome (Italie), est un auteur de bande dessinée réaliste de nationalité belge.

## Biographie

### Jeunesse et débuts
Marco Venanzi naît à le 14 décembre 1963 à Rome et est issu d'une famille d'artistes italiens. Ses parents émigrent vers la Belgique lorsqu'il a un an. Il grandit à Liège. Ses parents attachent une grande importance à la transmission de la culture. Enfant, il est un grand lecteur de bande dessinée, attiré par les classiques dont Alix. Très tôt, il visite les musées et ses vacances à Rome sont consacrées à la culture. Il étudie l’illustration et la bande dessinée à l’École supérieure des arts Saint-Luc de Liège, dont il sort diplômé en 1985. Il commence sa carrière dans la publicité et travaille pour Jean-Noël Hamal. Il dessine Je te raconte une école pour un établissement de Herstal. De 1986 à 1987, Marco Venanzi publie, en collaboration avec le scénariste Michel Dusart, ses premiers récits historiques dans l’hebdomadaire Tintin, il publie ainsi deux courts récits de 5 planches et dans Tintin reporter.
En 1989, c'est dans Tintin reporter qu'il publie avec Michel Chantraine sur un scénario de Pierre Bar un autre récit historique. La même année, à nouveau en collaboration avec Michel Dusart, il sort son premier album intitulé Froidure. Préfacé par l'Abbé Pierre, cet album retrace la vie de l’abbé Froidure, fondateur des Petits Riens et reçoit une mention spéciale au prix Gabriel en 1990.

### Masquerouge
Venanzi est repéré par les éditions Glénat grâce à cet album. Féru de bande dessinée historique, en 1992, sur des scénarios de Patrick Cothias, Marco Venanzi succède à André Juillard au dessin de la série Masquerouge, récit de cape et d’épée se déroulant sous le règne de Louis XIII. Il dessine ainsi du quatrième au dixième et dernier opus de la série publiée aux éditions Glénat de 1992 à 2004. La série intègre la collection « Vécu » à partir du sixième volume et rejoint le cycle des Sept Vies de l'Épervier et est éditée en intégrale (2 tomes, 2009-2010). Il est également coloriste et travaille à la gouache. Il parvient à intercaler La Confrérie des chevaliers de l'orge sur un scénario de Laurence Frelin qu'il publie dans la collection « Histoires et mystères » chez le même éditeur en 1993.

### Avec Michel Pierret
En avril 2003, avec le concours de son ami Michel Pierret, il publie dans la collection « Vécu » aux éditions Glénat le premier tome d’une série intitulée Hidalgos, adaptation romancée de la vie de Miguel de Cervantes (Don Quichotte…). Cette même année, Marco Venanzi est primé au Festival international de la bande dessinée d'Angoulême, il voit son travail récompensé d'une mention spéciale du prix international de la bande dessinée chrétienne francophone, pour l’album Auriac sur un scénario de Benoît Despas et la collaboration graphique d'Alain Sikorski pour les décors, qui retrace les aventures d’un jeune Gaulois en terre de Palestine.
À la demande des éditions Casterman en 2005, en compagnie de Michel Pierret sur un scénario de Alexis Nolent, il s’attelle à la réalisation d’une biographie consacrée à Zinédine Zidane publiée dans la collection « Champion de vie »,. L'album est réalisé au profit de l’œuvre de Sœur Emmanuelle (ASMAE). Le diptyque Hidalgos se clôture après quatre ans avec La Louve de Messine. Ils collaborent également sur plusieurs albums contemporains pour Casterman en commission du groupe politique Alliance des démocrates et des libéraux pour l'Europe du Parlement européen. Parmi eux, Opération Dragon Rouge (scénario Thierry Robberecht, 2006), Le Protocole Aïda (scénario Yannick Laude, 2008), Tempête sur la finance verte (scénario Alain-Germain Laubry, 2011) et La Chute de la dame en blanc (scénario de Yannick Laude, 2013), Complot contre l'Union (scénario de Yannick Laude, 2018).

### Autour de Jacques Martin
En 2008, avec le titre : Les Templiers (scénario Benoît Despas), Marco Venanzi intègre aux éditions Casterman l’équipe des collaborateurs de Jacques Martin. Il scénarise et dessine le 29e tome de cette série Alix : Le Testament de César sorti en octobre 2010. Il enchaîne avec le 31e tome : L'Ombre de Sarapis sur un scénario de François Corteggiani qui paraît deux ans plus tard. Il réalise encore L'Or de Saturne, le 35e tome de la série sur un co-scénario de Pierre Valmour en 2016. Pour Les Voyages de Jhen, il dessine sur un scénario de Mathieu Barthélémy le quatorzième tome de la série L'Abbaye de Stavelot chez Casterman en 2014.
À l'occasion de la commémoration du centenaire de la Première Guerre mondiale, il conte le récit historique Carnet de Guerre, l'histoire d'un sergent français blessé lors de la bataille de Luchy secouru par une jeune Ardennaise à qui il confie son carnet de poèmes avant de repartir au front et de trouver la mort lors de la bataille de la Somme, publié dans l'ouvrage collectif Il était une fois 1914 publié par l'Abbaye de Stavelot,. Les planches sont exposées dans la même abbaye.

### Années 2020
En 2023, il dessine un diptyque Le Dépisteur,, sur un scénario de Antoine Ozanam dont le premier tome La Tondue paraît dans la collection « 24X32 » aux éditions Glénat au mois de mars. Cette série historique met en scène les dépisteurs, un regroupement d'anciens scouts juifs à la recherche d'enfants juifs cachés en France pendant la Seconde Guerre mondiale.

### Autres travaux
Marco Venanzi collabore à diverses publications destinées à la jeunesse (Je bouquine) et il est aussi l’auteur de nombreuses illustrations, dessins de presse et travaux publicitaires. Par ailleurs, pour la bande dessinée Histoires et légendes en Condroz, Venanzi encadre avec Michel Dusart, les élèves des écoles de Nandrin, Villers-le-Temple et Saint-Séverin-en-Condroz pour la réalisation de celle-ci.
Marco Venanzi travaille à l'atelier Armageddon qu'il partage avec Batem, Clarke, Marc-Renier, Benoît Ers, Ludo Borecki, Johan Pilet, Corentin Longrée et Mathieu Barthélémy à Liège.

### Vie privée
Marco Venanzi est le frère aîné de Bruno Venanzi et de Luca Venanzi. Marco Venanzi demeure à Villers-le-Temple dans l'entité de Nandrin en province de Liège, en 2008.

## Œuvres

### Collectifs
- Folklore wallon en bulles[58], Dricot, Bressoux, février 2010
Scénario : collectif - Dessin : collectif dont Marco Venanzi -  (ISBN 978-2-87095-389-1)Présentation de 31 groupes folkloriques par Francis Carin, Michel Constant, Jacques Denoël, Daniel Desorgher, Didgé, Bruno Di Sano, Hachel, Marc Hardy, Antonio Lapone, Claude Laverdure, Malik, Alain Maury, Peral, Michel Pierret, Jean-Claude Servais, Alain Sikorski, Jean-Marc Stalner, Stibane, André Taymans, Georges Van Linthout, Virginie Vertonghen, François Walthéry et Marc Wasterlain.
- Il était une fois 1914[59],[19],[60], Abbaye de Stavelot, Stavelot, 21 mars 2014
Scénario et couleurs : collectif - Dessin : collectif dont Marco Venanzi -  (ISBN 978-2-87522-124-7)Participation : Carnet de Guerre.

### Revues et journaux
- Je bouquine[61], no 125, 1994
- Je bouquine, no 159, 1997.

### Expositions

#### Expositions individuelles
- Masquerouge[62], Le Rat d'Eau, Huy en décembre 2000 ;
- Alix en Helvétie, Site et Musée romains d'Avenches, Avenches (Suisse) de 1er novembre 2019 au 15 mars 2020[63],[55].

#### Expositions collectives
- Il était une fois 1914, Stavelot août-septembre 2014[64].

## Prix et récompenses
- 1990 :  Mention spéciale au prix Gabriel pour Froidure avec Michel Dusart[7] ;
- 2003 :  Mention spéciale au prix international de la bande dessinée chrétienne francophone décerné lors du Festival d'Angoulême avec Benoît Despas pour Auriac[11].

#### Livres
: document utilisé comme source pour la rédaction de cet article.
- Jean Pirotte (dir.) et Luc Courtois, Du régional à l'universel. : L'imaginaire wallon dans la bande dessinée., Louvain-la-Neuve, Fondation wallonne Pierre-Marie et Jean-François Humblet, 1999, 310 p. (ISBN 978-2-9600072-3-7 et 2960007239, OCLC 1075833932), p. 23, 255 lire sur Google Livres
- Jacques Fiérain, « Venanzi, Marco », dans La BD dans les provinces de Liège, Namur et Luxembourg, Charleroi, Éd. l'Âge d'or, 2004, 112 p., ill. ; 31 cm (ISBN 9782960019698, OCLC 470388297, présentation en ligne), p. 104.
- Henri Filippini, Patrick Cothias (Interviewé) et André Juillard (illu), « Masquerouge », dans Les 7 vies de l'épervier, Grenoble, Glénat, août 2004, 56 p., ill. ; 30 cm (ISBN 9782723447539 et 2723447537, OCLC 419767644, présentation en ligne), p. 18-21.
- Henri Filippini, « Venanzi, Marco », dans Dictionnaire de la bande dessinée, Paris, Bordas, 2005, 912 p., ill. ; 27 cm (ISBN 9782047299708 et 2047299705, OCLC 1009545288, présentation en ligne), p. 884. .
- Philippe Mellot, Michel Denni, Laurent Turpin et Isabelle Morzadec, Trésors de la bande dessinée : BDM 2021-2022 - Catalogue encyclopédique et Argus, Paris, Les Arènes, novembre 2020, 22e éd., 1700 p., ill. ; 23 cm (ISBN 9791037502582, OCLC 1240308146, présentation en ligne), p. 44, 89, 279, 457, 523, 593, 712, 1328. .

#### Périodiques
- Marco Venanzi (interviewé), « Venanzi : Vers une BD plus personnelle... », Vécu NS, Glénat, no 2,‎ juin 1995, p. 54-55.

#### Articles
- Gilles Ratier, « Prix Alph-Art 2003 », BDzoom,‎ 25 janvier 2003 (lire en ligne, consulté le 23 juin 2022).

### Émissions de télévision
- CultureL avec le dessinateur Marco Venanzi, la chanteuse Lux Montes et la plasticienne Jot Fau sur Qu4tre Liège Média, présentation : Françoise Bonivert (26 min 5 s), 23 mars 2023.

### Vidéographie
- [vidéo] « Venanzi interview "Liège, terre de BD", festival international de la BD de Liège, 24e édition (2017) », sur YouTube